# Милош Ђерђ Никола
Милош Ђерђ Никола (алб. Millosh Gjergj Nikolla; Скадар, 13. октобар 1911 — Торе Пеличе, 26. август 1938) рођен као Милош Николић (алб. Milosh Nikoliç) био је албански писац српског порекла, који је писао на српском, руском и албанском.
Данас слови за реформатора албанске књижевности и првог албанског савременог писца.

## Биографија
Рођен је у многочланој породици оца Ђорђа Николића (алб. Gjergj Nikolla) и мајке Софије Кокошевић (алб. Sofia Kokoshi) у Враки код Скадра, 13. октобра 1911. године. Скадарска Малесија и њена околина је у време његовог рођења припадала Oсманском царству. Врака је тада била село насељено искључиво српским становништвом православне вероисповести, а у њиховом окружењу живело је већинско католичко и муслиманско становништво. Имао је брата, који је умро рано у детињству, и четири сестре Ленку, Јованку, Цветку и Олгу. 
Завршио је православну основну школу у Скадру. Од 1923. до 1925. ишао је у средњу школу у Бару, где се преселила његова сестра Ленка. У јесен 1925. са четрнаест година добио је стипендију и уписао средњу школу у Битољу коју је завршио 1927. након чега је уписао Битољску богословију „Свети Јован Богослов”. У њој се школовао до 1932. учећи црквенословенски, руски, грчки, латински и француски. 23. априла 1933. постао је учитељ у родној Враки где је остао све до затварања школе 1934. Ове године објављује своје прво прозно дело под псеудонимом Миђени настало спајањем првих слогова његовог поарбанашеног пуног имена Милош Ђерђ Никола. 
Миђени је био типичан представник реализма у албанској књижевности. Његова поезија и проза Варђет е лира (срп. Слободни стих) из 1936. године прожети су тешким социјалним реализмом беде и трагичног положаја појединца у друштву тог времена. Ликови из његових дела су људи из најнижих слојева албанског друштва.
Нека од Миђенијевих дела су романи и минијатуре; њихове теме представљају сукоб појединца са институцијама и патријархалним и конзервативним моралом. Бунтовне природе, Миђенијев таленат разбио је традиционализам у албанској поезији и прози уводећи нови стил и форме у поезији и нарацији.
Позориште у његовом родном Скадру зове се по њему као и две основне школе у Србији.

## Галерија
- Позориште Миђени у Скадру
- Биста испред позоришта у Скадру
- Музеј посвећен Миђенију у Пуки
- Споменик Миђенију у Пуки
- Миђенијев гроб у Скадру